# 前澤義雄
前澤 義雄（まえざわ よしお、1939年3月18日 - 2014年11月17日）は、カーデザイナーであり、日本の自動車評論家である。元・日産自動車チーフデザイナーとして、おもに自動車のデザインについての評論を行っていた。

## 人物
東京都青梅市出身。1965年3月東京藝術大学美術学部を卒業後、同年4月プリンス自動車工業（現・日産自動車）に入社。1980年10月から1984年3月までの日産ディーゼル工業（当時）への出向期間を含め、1992年12月に日産自動車を退社するまでの長期間にわたって数々の日産車のデザインに携わった。
1993年1月、フリーランスの自動車評論家、デザインコンサルタントとして独立し、自動車関連メディア等において活動していた。法政大学工学部講師（1993年）。日本カー・オブ・ザ・イヤー（2009-2010等）選考委員。
2014年11月17日死去。75歳没。

## 代表作
- 1968年　3代目スカイラインGT（GC10型）インテリアデザイン
- 1971年　初代チェリークーペ X-1（KPE10型）インテリアデザイン
- 1972年　4代目スカイライン（C110型）インテリアデザイン[3]
- 1975年　AD-1（東京モーターショー出品のコンセプトカー）[4]
- 1985年　MID4（コンセプトカー）
- 1987年　MID4-Ⅱ（コンセプトカー）
- 1988年　3代目マキシマ（J30型）[5]
- 1989年　4代目フェアレディZ（Z32型）
- 1989年　初代テラノ4ドア（WD21型）[6]
- 1990年　初代プリメーラ（P10型）[7]
- 1990年　4代目パルサー（N14型）[8]

## 連載
『ニューモデルマガジンX』
- 「マエザワに聞け！」 1995年1月号～12月号
- 「オレが聞く！」 1995年9月号～1996年
- 「新・クルマ文化論」 1996年2月号～1997年7月号
- 「開発プランナー的クルマ選び」 1998年～1999年
- 「前澤義雄の試し乗り　セカンド・インプレッション」 1999年6月号～2000年
- 「日本車デザイン切り捨てご免！」 2008年8月号～11月号

『ベストカー』
- 「デザイン水かけ論」 2002年7月10日号～2014年12月10日号

『ベストカープラス』
- 「デザイン水かけ論ダイジェスト」 2012年2月18日増刊号～2013年10月18日増刊号

『XaCAR』
- 「前澤義雄の辛口スポーツカー・デザイン診断」 2012年8月号～2013年5月号

## 著書
- 『激白 新車開発の9000時間』三栄書房　1994年10月